# روب جونسون (سياسي)
روب جونسون (بالإنجليزية: Rob Johnson)‏ هو سياسي أسترالي، ولد في 17 أكتوبر 1943. حزبياً، نشط في الحزب الليبرالي الأسترالي. وقد انتخب عضو الجمعية التشريعية لأستراليا الغربية.